# Zhaire Smith
Zhaire Jahi-ihme Smith, född 4 juni 1999 i Garland i Texas, är en amerikansk professionell basketspelare (SG) som spelar för Cleveland Cavaliers i National Basketball Association (NBA). Han har tidigare spelat för Philadelphia 76ers.
Smith draftades av Phoenix Suns i första rundan i 2018 års draft som 16:e spelare totalt.
Innan han blev proffs studerade Smith på Texas Tech University och spelade för deras idrottsförening Texas Tech Red Raiders.